# Egito nos Jogos Olímpicos de Verão de 1952
O Egito participou dos Jogos Olímpicos de Verão de 1952 na cidade de Helsinque, na Finlândia.

## Medalhista

### Bronze
- Abdel Ahmed Al-Rashid - Luta greco-romana - 57 a 62kg